# 马拉亚-杜塞纳
马拉亚-杜塞纳是巴西马拉尼昂州的一个市镇。总面积824.044平方公里，总人口6167人，人口密度7.5人/平方公里。